# Catherine Oxenberg
Catherine Oxenberg (Nova Iorque, 22 de setembro de 1961) é uma atriz norte-americana.
Através de sua mãe, é descendente da Casa de Karađorđević e dos reis Jorge I da Grécia, Jorge II da Grã-Bretanha, Alexandre II da Rússia e Catarina II da Rússia. É mais conhecida pelo seu trabalho na novela americana Dinastia.
Foi casada com o produtor Robert Evans, e desde 1999 até 2015 com Casper Van Dien.

## Ancestralidade
Predefinição:Ahnentafel